# Nemnjuga
Nemnjuga (rus. Немнюга) je rijeka u Lešukonskom, Pinežskom i Mezenskom rajonu Arhangelske oblasti u Rusiji. To je desni pritok Kuloja. Duga je 201 km, s površinom porječja od 3630 km2.

## Tok i porječje
Porječje rijeke Nemnjuga obuhvaća prostrano područje između rijeka Kuloj i Mezen koje pripada trima rajonima Arhangelske oblasti: Lešukonskom, Pinežskom i Mezenskom.
Izvor Njemnjuge nalazi se u Lešukonskom rajonu, vrlo blizu granice s Pinežskim rajonom. Rijeka teče prema zapadu, prelazi u Pinezhski rajon i skreće prema sjeveru. Na ušću sa svojom desnom pritokom, Berezovom, Nemnjuga skreće prema sjeverozapadu i počinje meandrirati.
Njeni glavni pritoci su Korda (lijevi), Parsova (lijevi) i Šala (desni).

## Naselja
Jedina naselja na rijeci su Sovpolje i Čižgora, oba na ušću Sove, desnog pritoka Nemnjuge.

## Promet
Donji tok rijeke Nemnjuga, nizvodno od sela Sovpolje, dug 37 km, je plovan, iako nema putničke plovidbe.
Nizvodno od Čižgore nalazi se trajektni prijelaz na cesti koja povezuje Arhangelsk i Mezen.